# Ligne de Püspökladány à Biharkeresztes
La ligne de Püspökladány à Oradea par Biharkeresztes ou ligne 101 est une ligne de chemin de fer de Hongrie. Elle relie Püspökladány à Biharkeresztes.